# Keep the Car Running
Keep the Car Running è un singolo del gruppo musicale canadese Arcade Fire, pubblicato il 19 marzo 2007 come secondo estratto dal secondo album in studio Neon Bible.

## Tracce
1. Keep the Car Running – 3:28
2. Broken Window – 6:27